# Casanova po przejściach
Casanova po przejściach (ang. Fading Gigolo) – amerykański film komediowy z 2013 roku w reżyserii i według scenariusza Johna Turturro.

## Obsada
- John Turturro jako Fioravante
- Woody Allen jako Murray
- Sharon Stone jako dr Parker
- Sofía Vergara jako Selima
- Vanessa Paradis jako Avigal
- Liev Schreiber jako Dovi
- Max Casella jako mężczyzna z licznikiem
- Aida Turturro jako żona kierowcy
- Bob Balaban jako Sol
- Michael Badalucco jako Burly Driver
- David Margulies jako naczelny rabin
- Aurelie Claudel jako dziewczyna trenująca tai chi
- Loan Chabanol jako Loan

i inni.

## Fabuła
Nowy Jork. Murray ma problemy finansowe i zamyka swój antykwariat z książkami. Aby zarobić namawia Fioravante'go - swego przyjaciela, by został żigolakiem, a ten szybko zdobywa uznanie klientek.